# Cicurina calyciforma
Cicurina calyciforma là một loài nhện trong họ Dictynidae.
Loài này thuộc chi Cicurina. Cicurina calyciforma được Jia-Fu Wang & Yajun Xu miêu tả năm 1989.